# 维克托·纳涅伊什维利
维克托·伊万诺维奇·纳涅伊什维利（俄语：Виктор Иванович Нанейшвили，1878年2月27日—1940年3月22日），格鲁吉亚人，苏联党和国家领导人。曾任阿塞拜疆共产党中央委员会主席团主席，联共（布）吉尔吉斯、哈萨克自治苏维埃社会主义共和国党委第一书记。

## 生平
- 1878年2月15日（格里历：2月26日）出生于沙俄库塔伊西省萨奇劳村的一个农民家庭。1900年毕业于莫斯科大学历史语言学院。1903年加入俄国社会民主工党（布）。曾多次被捕，流放。
- 1906年-1917年，巴库、第比利斯任教。
- 1917年3月-10月，巴库Bakinsky Rabochiy报编辑。1917年6月当选俄国社会民主工党（布）巴库市委委员。
- 1917年6月-10月，俄国社会民主工党（布）巴库委员会主席。
- 1917年10月-1918年5月，俄共（布）高加索地区委员会委员，高加索地区铁路委员会委员。
- 1918年5月-7月，达吉斯坦地区专员。
- 1918年7月-11月，俄共（布）阿斯特拉罕省委委员，彼得罗夫斯克港军事委员会委员，红军第11军政治部主任。
- 1918年11月-1919年1月，俄共（布）阿斯特拉罕省委主席。
- 1919年-1920年，俄共（布）高加索地区委员会巴库地区主席。
- 1920年2月-9月，阿塞拜疆革命委员会主席，阿塞拜疆共产党（布）中央委员。期间，1920年7月-9月，阿塞拜疆共产党（布）中央委员会主席团主席。俄罗斯苏维埃联邦社会主义共和国外贸人民委员会驻巴库负责人。
- 1920年11月-12月，俄共（布）图拉省委执行书记。
- 1920年12月，图拉省政治教育厅长。
- 1920年12月-1921年，俄共（布）达吉斯坦省委主席团成员。
- 1921年10月-1922年5月，俄共（布）中央东南局书记。
- 1922年9月-1923年11月，俄共（布）彼尔姆省委执行书记。
- 1923年11月-1924年7月，俄共（布）彼尔姆州委执行书记。
- 1924年9月-1925年2月，俄共（布）吉尔吉斯自治社会主义苏维埃共和国党委第一书记。
- 1925年2月-9月，联共（布）哈萨克自治苏维埃社会主义共和国党委第一书记。他曾在民族问题上与斯大林产生分歧。
- 1925年9月-1927年，坦波夫州纺织合作社主任。
- 1927年-1931年，苏联贸易人民委员部东方部部长。
- 1931年-1936年，苏联贸易学院院长。
- 1936年-1939年11月，苏联斯大林食品工业学院院长。
- 1939年11月28日被捕。
- 1940年3月21日被苏联最高法院军事审判庭判处死刑，3月22日执行。终年62岁。
- 1955年3月平反。

纳涅伊什维利是俄共（布）12大代表，第13-14次代表会议代表。

## 荣誉
- 劳动红旗勋章

## 纪念
- 杰尔宾特市的一条街道以纳涅伊什维利的名字命名。